# Château de Vogelsanck
 (mars 2017).
Si vous disposez d'ouvrages ou d'articles de référence ou si vous connaissez des sites web de qualité traitant du thème abordé ici, merci de compléter l'article en donnant les références utiles à sa vérifiabilité et en les liant à la section « Notes et références ».

Le château de Vogelsanck est un château situé à Zolder, un village de la commune belge de Heusden-Zolder. Le château fut, de 1308 à 1795, le siège du territoire libre de Vogelsanck, qui s'étendait sur le territoire des localités actuelles de Zolder, Zonhoven, Houthalen, Stokrooie et la partie sud de Heusden. Le château est la propriété de la famille de Villenfagne de Vogelsanck (nl) depuis 1741. 
Le château se trouve le long de la N72, la route entre Hasselt et Beringen, qui coupe le domaine en deux.
Le château n'est pas accessible au public.

## Histoire
L'histoire du château remonte à 1187, où l'on trouve mention d'une propriété des Comtes de Looz. Il n'est pas clair si cela était une grande ferme ou s'il y avait déjà un bâtiment fortifié.
La plus ancienne partie de la structure vient d'un donjon en grès de fer du XIVe siècle. Depuis 1422, une aile renforcée fut rajoutée à la tour du château et le tout fut converti en un château par le seigneur, puis Henri de Bastogne. Vers 1440 apparut une chapelle dans l'aile est.
En 1637, le château actuel fut à nouveau agrandi par Ferdinand van In-en Kniphausen, alors seigneur. Les adjonctions eurent lieu principalement sur l'aile sud, en style mosan. Cette aile fut également équipée d'un plancher. Sur la base de la tour fut érigée une nouvelle tour dans le même style. Des étables et des granges furent également construites à l'extérieur des murs du château.
En 1756, Jean-Ignace de Villenfagne agrandit encore le château, dans un simple style Louis XV. Les ailes est et ouest furent élevées d'un niveau, et l'aile est ornée d'un fronton rococo. Une ferme fortifiée fut construite près du château.
En 1833 le château abrite les diplomates belges et néerlandais dans le cadre des négociations de la convention de Zonhoven qui doit mettre fin à la guerre belgo-néerlandaise.
En 1875, Jules de Villenfagne hérita du château. Il était marié à la comtesse irlandaise Camille Preston. Sous son impulsion, le château et le parc changèrent radicalement d'apparence. Le mur sud-ouest et de la guérite furent construits dans le style néo-Tudor.

## Le Parc
Le château est entouré d'un grand parc. Le parc a été construit dans la seconde moitié du XVIIe siècle par Ferdinand van In-en Kniphausen. Il a été inspiré par les jardins Renaissance française. À la fin du XVIIIe siècle, le parc fut agrandi par Jean Louis de Villenfagne. Il y planta un arboretum avec près de 150 arbres indigènes et exotiques.
Lady Preston, épouse de Jules de Villenfagne, remplaça le jardin à la française par un jardin à l'anglaise, qui était beaucoup plus grand et avec beaucoup plus d'eau que par le passé. Au milieu de l'étang fut érigée une grande île avec plantation. Beaucoup de ces plantations sont encore présentes dans le parc, qui couvre une superficie de 5 hectares.

## Le domaine
Le domaine entourant le château couvrait à la fin du XVIIIe siècle une superficie de 1000 hectares, dont 450 hectares demeurent aujourd'hui dans la propriété privée. Le restant fut ouvert au public. Du côté nord, le domaine est délimité par l'autoroute E314. Le domaine se prolonge jusqu'à Bolderberg et les étangs du château de Terlaemen, et fait partie intégrante de la région des étangs du Limbourg central. 
Le domaine est traversé par les ruisseaux Echelbeek et Laambeek.

## Seigneurs du château de Vogelsanck
1. 1308-1333: Godfried van Heinsberg, beau-fils d'Arnoul V de Looz
2. 1333-1335: Thierry de Heinsberg, fils de Godfried
3. 1336-1367: Arnoul de Rumigny, neveu de Diederik
4. 1367-1386: Jan van Hamal, beau-frère d'Arnoul
5. 1386-1387: Jan van der Marck, petit-fils de Jan
6. 1387-1422: Engelbert van der Marck, frère de Jan
7. 1422-1455: Hendrik van Bastenaken, neveu de Engelbert
8. 1457-1487: Jan van Elter, petit-fils d'Hendrik
9. 1487-1518: Jan II van Elter, fils de Jan
10. 1518-1529: Jan III van Elter, fils de Jan II
11. 1543-1565: Joris van Elter, fils de Jan III
12. 1565-1579: Catharina van Bronckhorst-Batenburg-Steyn (nl), épouse de Joris
13. 1581-1604: Ico van In- en Kniphausen, beau-fils de Joris et Catharina
14. 1604-1616: Tido van In- en Kniphausen, fils de Ico
15. 1616-1643: Margaretha de Cock van Delwijnen, épouse de Tido
16. 1644-1699: Ferdinand van In- en Kniphausen, fils de Tido et Margaretha
17. 1699-1716: Jan Frederik van Elter, par décret du Prince-Eveque de Liege
18. 1716-1724: Charlotte van Elter, sœur de Jan Frederik
19. 1724-1740: Emmanuel van Nassau-Siegen, neveu de Charlotte
20. 1740-1741: Jan Willem de Souza y Pacheco, neveu de Emmanuel
21. 1741-1756: Gilles Lambert de Villenfagne, bourgmestre de Liège, après achat du domaine
22. 1756-1789: Jean Ignace de Villenfagne, neveu de Gilles Lambert
23. 1789-1823: Jean Louis de Villenfagne, fils de Jean Ignace
24. 1823-1847: Louis Ignace I de Villenfagne, frère de Jean Louis
25. 1847-1875: Louis Ignace II de Villefagne, fils de Louis Ignace I
26. 1875-1904: Jules de Villenfagne, fils de Louis Ignace II
27. 1904-1930: Léon de Villenfagne, neveu de Jules
28. 1930-1976: Jean de Villenfagne, fils de Léon
29. 1976-2015: Henri de Villenfagne, fils de Jean
30. 2015-present: Claude de Villenfagne, fils de Henri